# Cola nigerica
Cola nigerica é uma espécie de angiospérmica da família Sterculiaceae.
Pode ser encontrada nos seguintes países: Camarões e Nigéria.
Os seus habitats naturais são: florestas secas tropicais ou subtropicais.
Está ameaçada por perda de habitat.